# Ken Smith Basses
Ken Smith Basses es una compañía norteamericana dedicada a la construcción artesanal de bajos eléctricos de gama alta, pionera en el desarrollo de bajos de rango extendido. 

## Historia
Ken Smith, propietario y fundador de la marca, disfrutaba ya de una larga experiencia como bajista profesional en Nueva York antes de dedicarse a la fabricación de instrumentos. De formación clásica (Smith tocaba el contrabajo desde los 13 años), se encargaba del mantenimiento de sus propios instrumentos, acústicos y eléctricos. Obsesionado con la mejora de sus herramientas de trabajo, Smith hacía cuanto podía para mejorar el sonido de sus instrumentos, tanto en estudio como en directo. Cuando por casualidad conoció al luthier Carl Thompson, que vivía en el mismo edificio que Smith, entablaron una rápida amistad, y este construyó su primer instrumento basándose las especificaciones del Fender Jazz Bass del propio Smith. Ken acabaría comprando el tercero de los bajos que Thompson había fabricado. 
El siguiente paso lógico para Smith sería el diseño de su propio instrumento, de modo que mostró a Thompson un pequeño esquema y juntos tallaron el cuerpo y el mástil del nuevo instrumento, usando maderas de arce y arce de ojo de pájaro. Para la electrónica, Smith recurrió a los servicios de un muchacho japonés amigo suyo, añadió unas pastillas "humbucker" y unas clavijas de la marca Schaller y, por último, un puente Badass II. 
El instrumento sonaba tan bien que muchos de los colegas de Smith comenzaron a pedirle que les fabricase uno para sí mismos, y fue entonces cuando Ken, desbordado por la cantidad de pedidos, contrató a Stuart Spector para que fabricase los bajos que él diseñaba. Spector, a su vez, encargó la fabricación de los primeros bajos Ken Smith a Vinnie Fodera, que por aquel entonces trabajaba para él, y que pasaría poco más tarde a hacerse cargo del taller que Smith abrió en 1980. De este modo, todos los bajos Ken Smith construidos entre 1980 y 1983 habían sido construidos en realidad por Vinnie Fodera, que a partir de 1984 establecería su propia firma, comprando el taller de Smith (quien se encargaba de instalar la electrónica y ajustar los instrumentos).
En 1985 Ken Smith confió la producción de sus instrumentos a un taller en Pensylvania que acabaría comprando diez años más tarde para hacerse cargo personalmente de todos los aspectos de la fabricación de los instrumentos que llevan su nombre.

## Modelos y valoración
El instrumento más conocido entre los producidos por Ken Smith ha sido su modelo "BT", introducido en 1981 y todavía en producción. Posteriormente se presentaron los modelos "BMT" y "BSR" (de construcción "neckthrough") y CR (de mástil atornillado), pero la gran mayoría de sus instrumentos han sido en realidad fabricados bajo las especificaciones del cliente.
Por último, la firma ha sido pionera, junto con Alembic, en la fabricación de los llamados "bajos boutique", instrumentos artesanales de lujo y elevado precio, y además ha jugado un papel fundamental en el desarrollo del bajo eléctrico de 6 cuerdas (véanse Carl Thompson, Anthony Jackson y John Patitucci). Hoy es considerada, por la cantidad y el alcance de sus innovaciones, una de las marcas de mayor peso en la historia del bajo eléctrico.